# Acantholycosa altaiensis
Espèce
Acantholycosa altaiensis est une espèce d'araignées aranéomorphes de la famille des Lycosidae.

## Distribution
Cette espèce est endémique de Russie. Elle se rencontre dans la République de l'Altaï et le Kraï de l'Altaï.

## Description
Les mâles mesurent de 7,50 à 8,00 mm et la femelle 9,00 mm.

## Étymologie
Son nom d'espèce, composé de altai et du suffixe latin -ensis, « qui vit dans, qui habite », lui a été donné en référence au lieu de sa découverte, l'Altaï.

## Publication originale
- Marusik, Azarkina & Koponen, 2004 : A survey of east Palearctic Lycosidae (Aranei). II. Genus Acantholycosa F. Dahl, 1908 and related new genera. Arthropoda Selecta, vol. 12, no 2, p. 101-148 (texte intéral).